# 黃金蒲桃
多花蒲桃（学名：Syzygium polyanthum），又稱為「印尼月桂」，是桃金孃科的一個物種，原生於印尼、中南半島及馬來西亞等地。多花蒲桃的葉子傳統上被用來作為食品調味料，並且已被實驗證明可殺死蠟樣芽孢桿菌。

## 描述
黃金蒲桃可長至25公尺高，於低海拔至高海拔地區（最高可至海拔1400公尺）均可見其蹤跡，其葉子的味道微苦，有收斂劑的效果。

## 用途
黃金蒲桃的葉子被用於蘇門答臘、爪哇島、馬都拉島及峇里島等地的料理之中，可直接使用新鮮的葉子，也可使用烘乾的葉子來料理。黃金蒲桃的葉子也是印尼炒飯的常用食材。在蘇利南，它被稱為“salam blad”，廣泛用於爪哇美食中，主要用於印尼湯(saoto soup)和各種燉菜等菜餚中。